# Maserati 150S

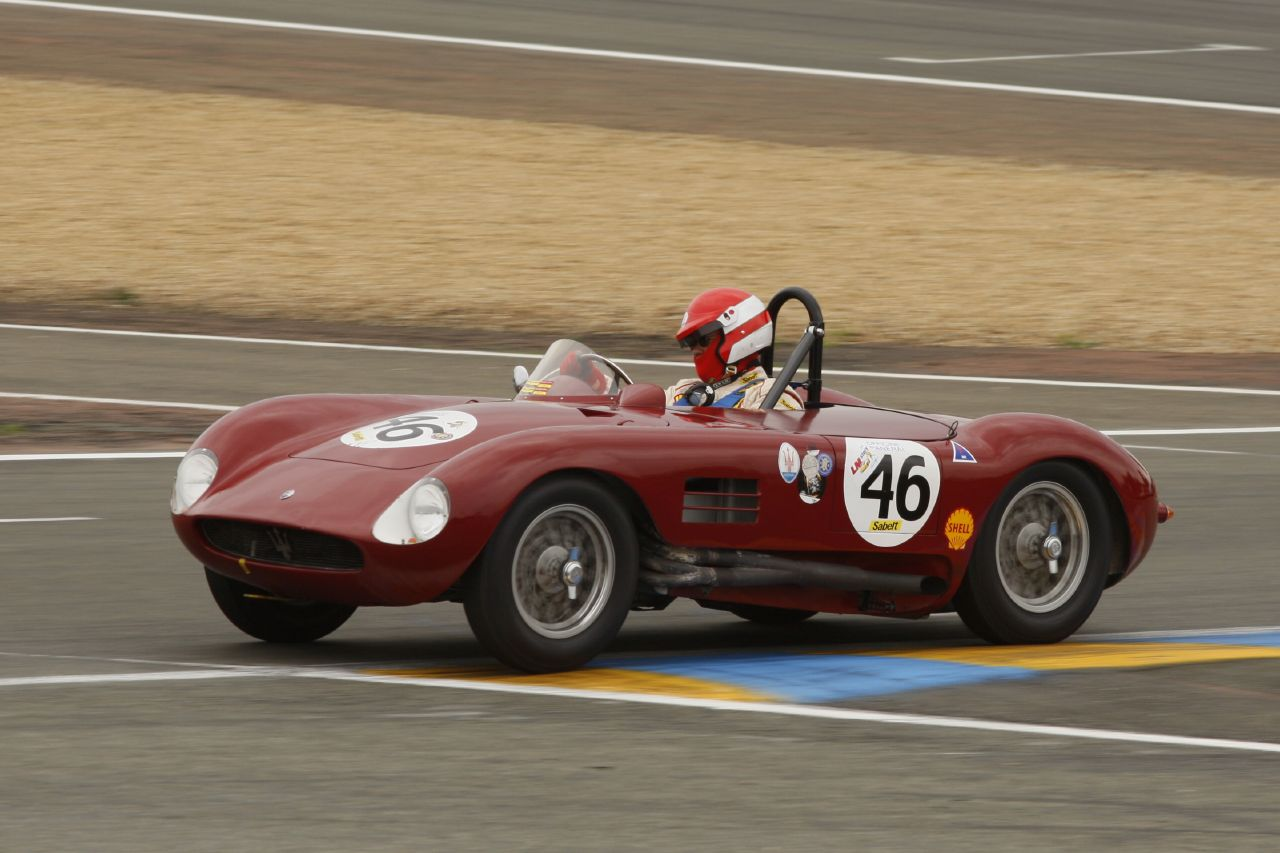
Maserati 150S nach dem Umbau für den historischen Motorsport

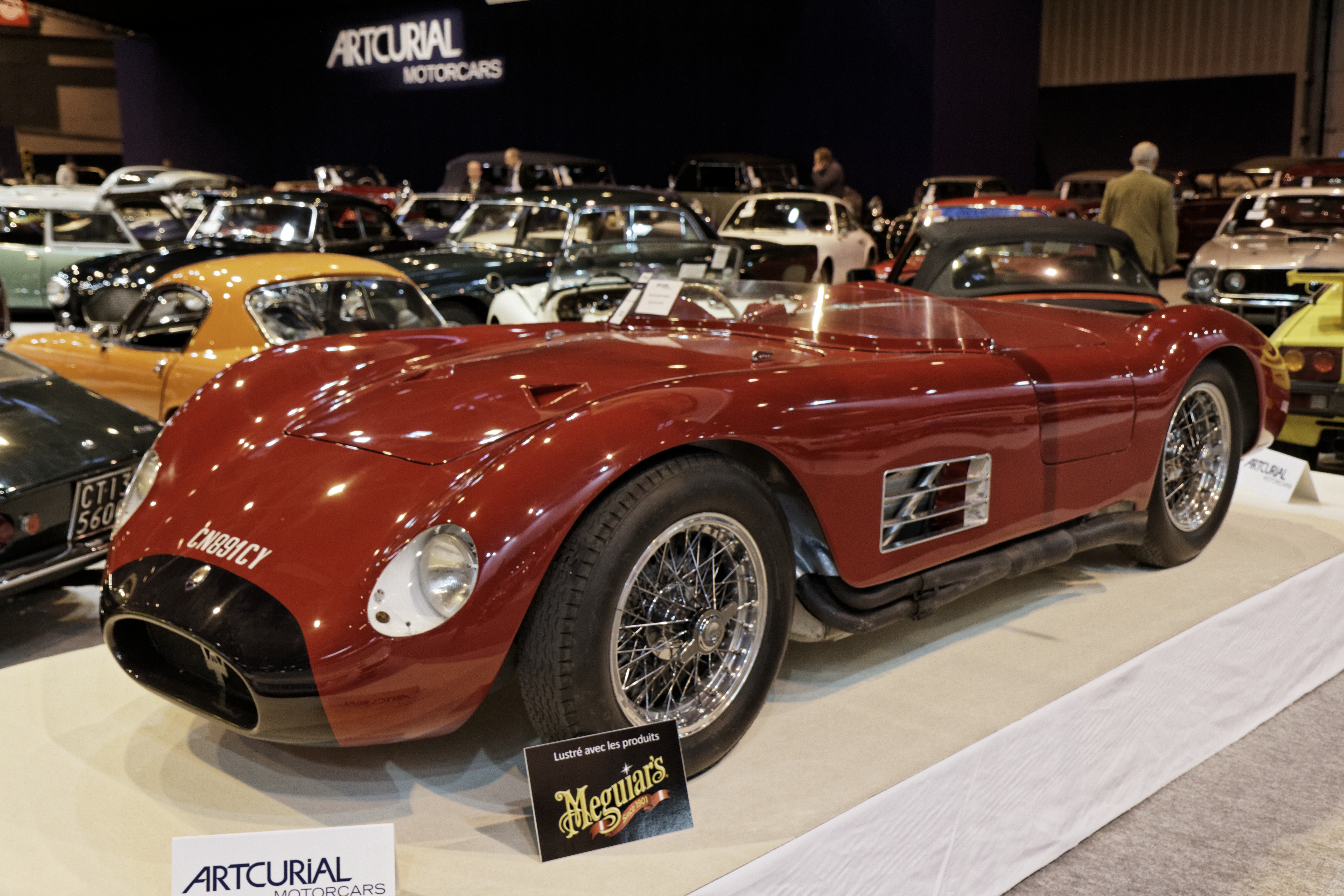
Maserati 150S Baujahr 1956

Der Maserati 150S, auch Maserati 150 Sport, oder Maserati Tipo 150S war ein Sportwagen-Prototyp, der 1955 bei Maserati entwickelt wurde.

## Entwicklungsgeschichte und Technik
Die Idee einen Sportwagen mit einem 1,5-Liter-Reihenmotor zu bauen ging noch auf Entwürfe der Maserati-Brüder aus den späten 1930er-Jahren zurück. Anfang der 1950er-Jahre wurde diese Konzeption verworfen und Vittorio Bellentani entwickelte einen völlig neuen Motor. Bellentani, der ein Verfechter des langen Hubs war, entschied sich für ein Verhältnis von Bohrung zu Hub von 81 × 72 mm. Bei 7500 Umdrehungen pro Minute leistete das Triebwerk 140 PS. Der Motor hatte Doppelzündung mit Batterie und Verteiler sowie Trockensumpfschmierung mit Umlauf- und Absaugpumpe.
Beim Chassis war sich die Maserati-Führung anfangs unschlüssig. Die Wahl fiel am Ende auf das A6GCS-Fahrgestell mit De-Dion-Hinterachse und Querblattfedern. Die Karosserien ähnelten stark der des 300S und wurden allesamt (23 Fahrzeuge) bei Fiandri e Malagoli gebaut. Das Leergewicht der 150S lag bei lediglich 630 kg. Dies war mit ein Grund für die Höchstgeschwindigkeit von 230 km/h. Gebaut wurden die 150S zwischen 1955 und 1957.

## Renngeschichte
Gefahren wurden die 150S zwischen 1955 und 1961. Bei 173 Renneinsätzen ergaben sich neun Gesamt- und vier Klassensiege. Erstmals zum Einsatz kam der 150S im Mai 1955 bei einem Rennen im finnischen Eläintarhanajo; am Steuer der französische Privatfahrer André Loëns, der Siebter wurde. Den ersten Sieg mit diesem Rennwagenmodell feierte Jean Behra im Werks-150S beim 500-km-Rennen auf dem Nürburgring 1955.
Die Vielzahl der Starts und Einsätze ergab sich durch den Verkauf fast aller 23 Fahrgestelle an Privatfahrer- und Teams. Den letzten Sieg gab es 1958 bei einem nationalen Sportwagenrennen in den Vereinigten Staaten, den letzten 1961 ebenfalls in den USA.